# Музей техники в Шпайере
Музей техники в Шпайере (нем. Technik-Museum Speyer) — музей в Шпайере (Рейнланд-Пфальц), Германия. В павильонах площадью 25 000 м² и под открытым небом на территории площадью 100 000 м² выставлено большое количество отчасти необычных технических конструкций автомобиле- и самолётостроения.

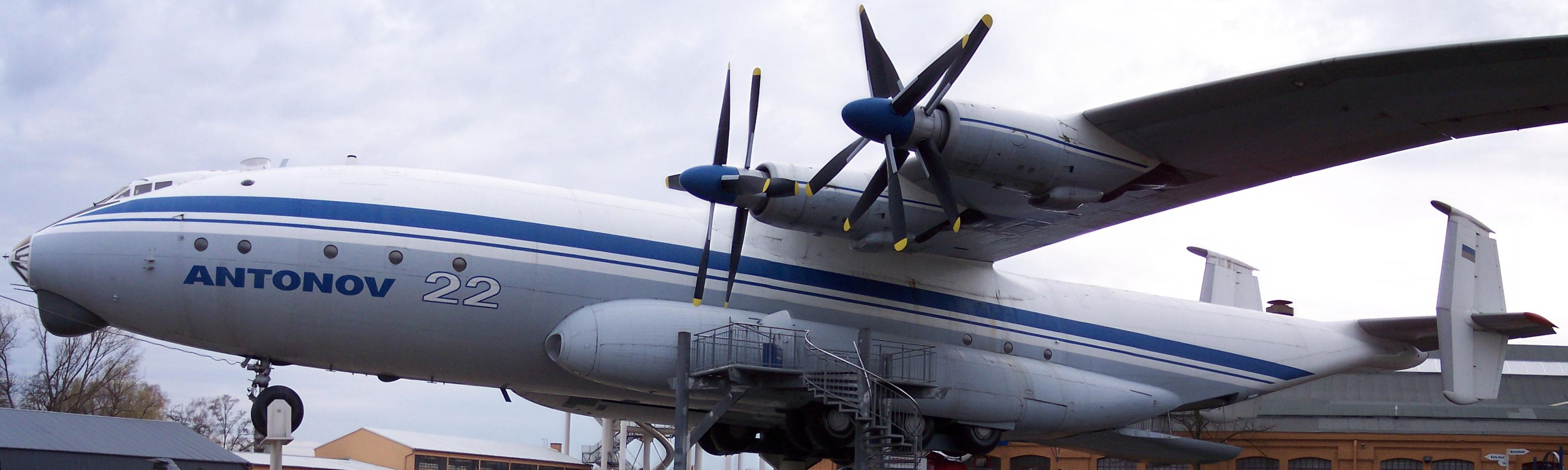
Ан-22 в Музее техники

## История
Музей был открыт в 1991 как филиал Музея техники в Зинсхайме и управляется некоммерческим объединением «Auto & Technik Museum Sinsheim e.V.».
По состоянию на 2014 год, в музее было более 2 000 экспонатов.
Ежегодно посетителями музея становятся более полумиллиона человек. Кроме выставочных экспонатов, в музее также построен кинотеатр IMAX с размерами экрана 22 x 27 метров.

## Экспонаты музея
Весной 2002 Lufthansa подарила музею списанный самолет Boeing 747, который можно посетить. В апреле 2008 в музей был доставлен советский летающий аналог космического челнока «Буран», который также стал посещаемым экспонатом музея.
Экспонаты музея, которые можно изучить изнутри:
- Самолёт Boeing 747

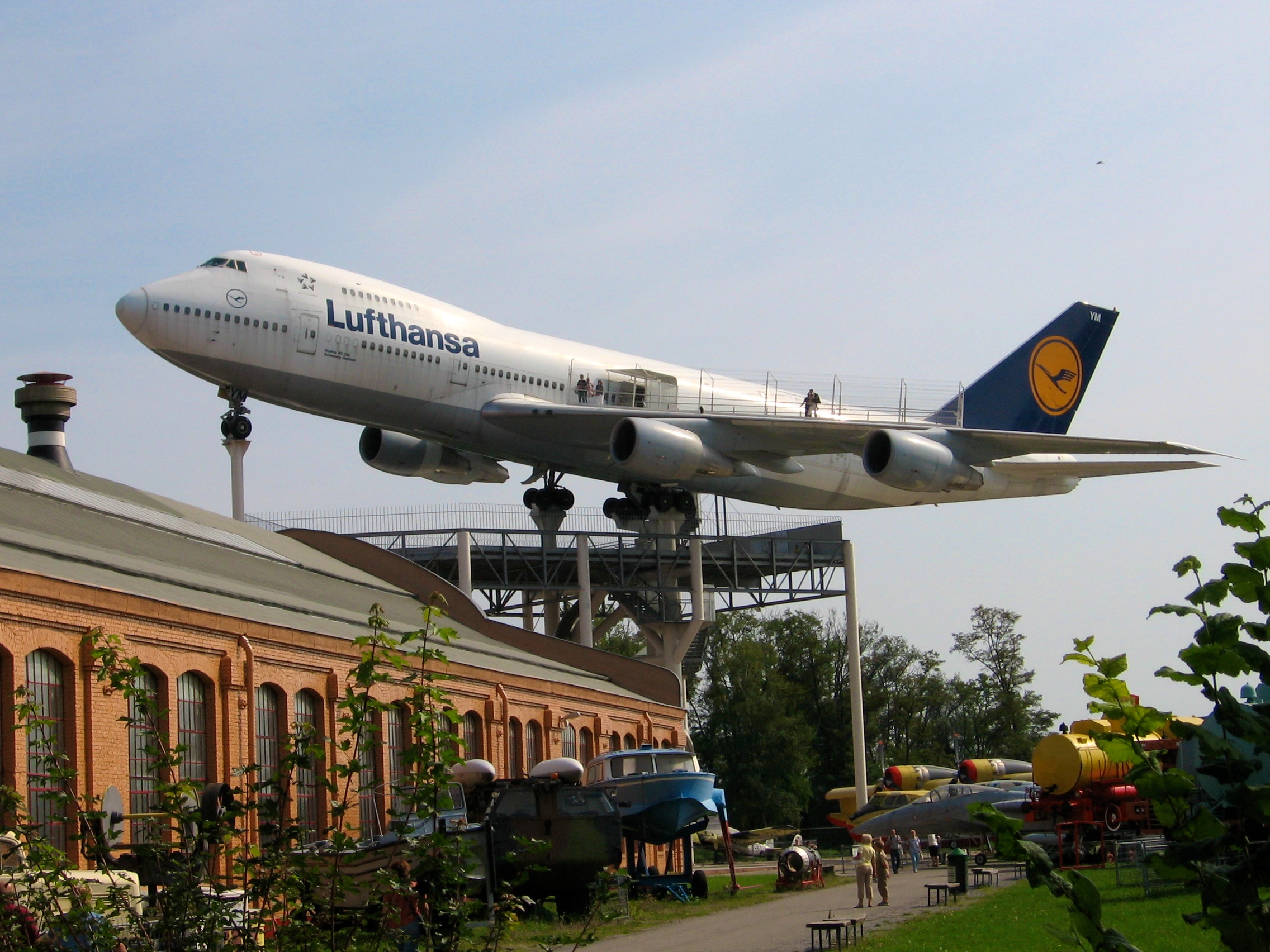
Boeing 747

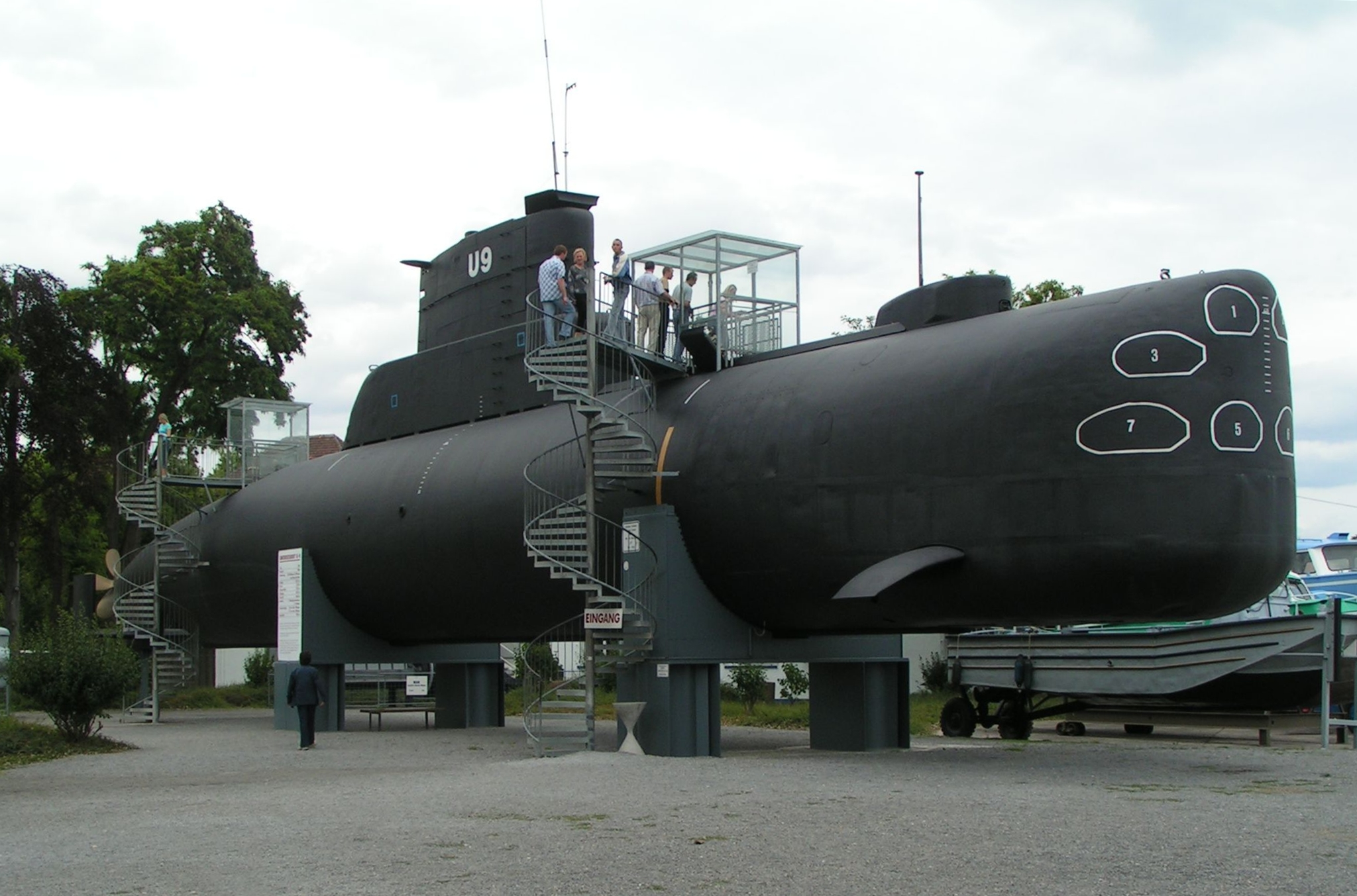
U-9 (S188)

- Самолёт-аналог космического корабля «Буран»
- Самолёт Ан-22
- Подводная лодка проекта 205, U9 немецкого военно-морского флота.
- Лодка Sean o’Kelley — домашняя лодка группы Kelly Family
- Самолёты нескольких типов
- Локомотивы

## Прочие экспонаты
- Пожарные машины
- Орга́ны
- Старинные автомобили
- Вертолёты
- Военные самолёты
- Мотоциклы
- Локомотивы
- Морские экспонаты
- Миниатюрные модели
- Wilhelmsbau: отдельное здание, где выставлены редкие предметы, такие как: старинная одежда, оружие, украшения, куклы и игрушки, униформа и музыкальные шкатулки.

## Галерея

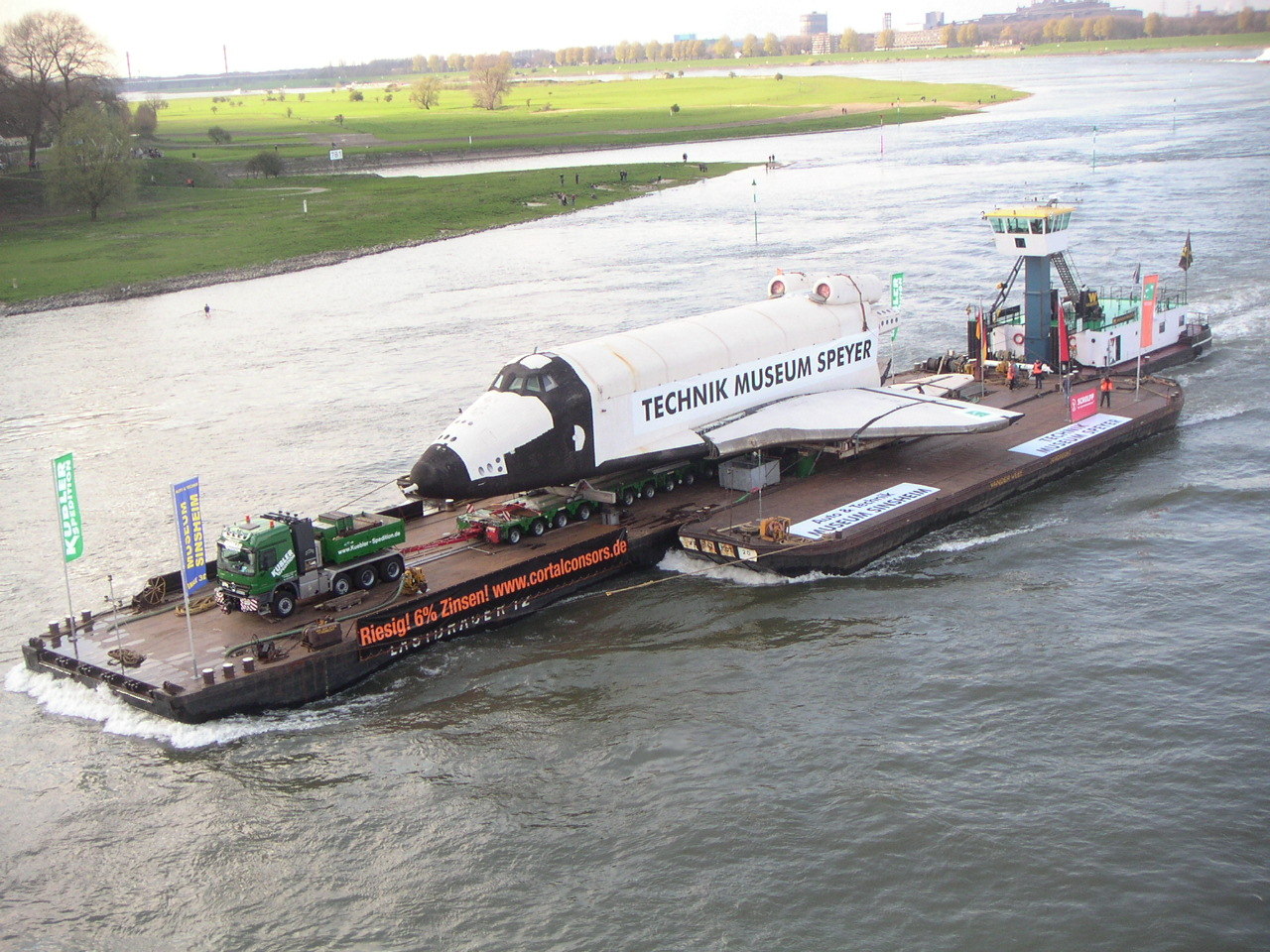
Транспортировка самолёта-аналога космического корабля «Буран» БТС-02 в музей, где он стал экспонатом
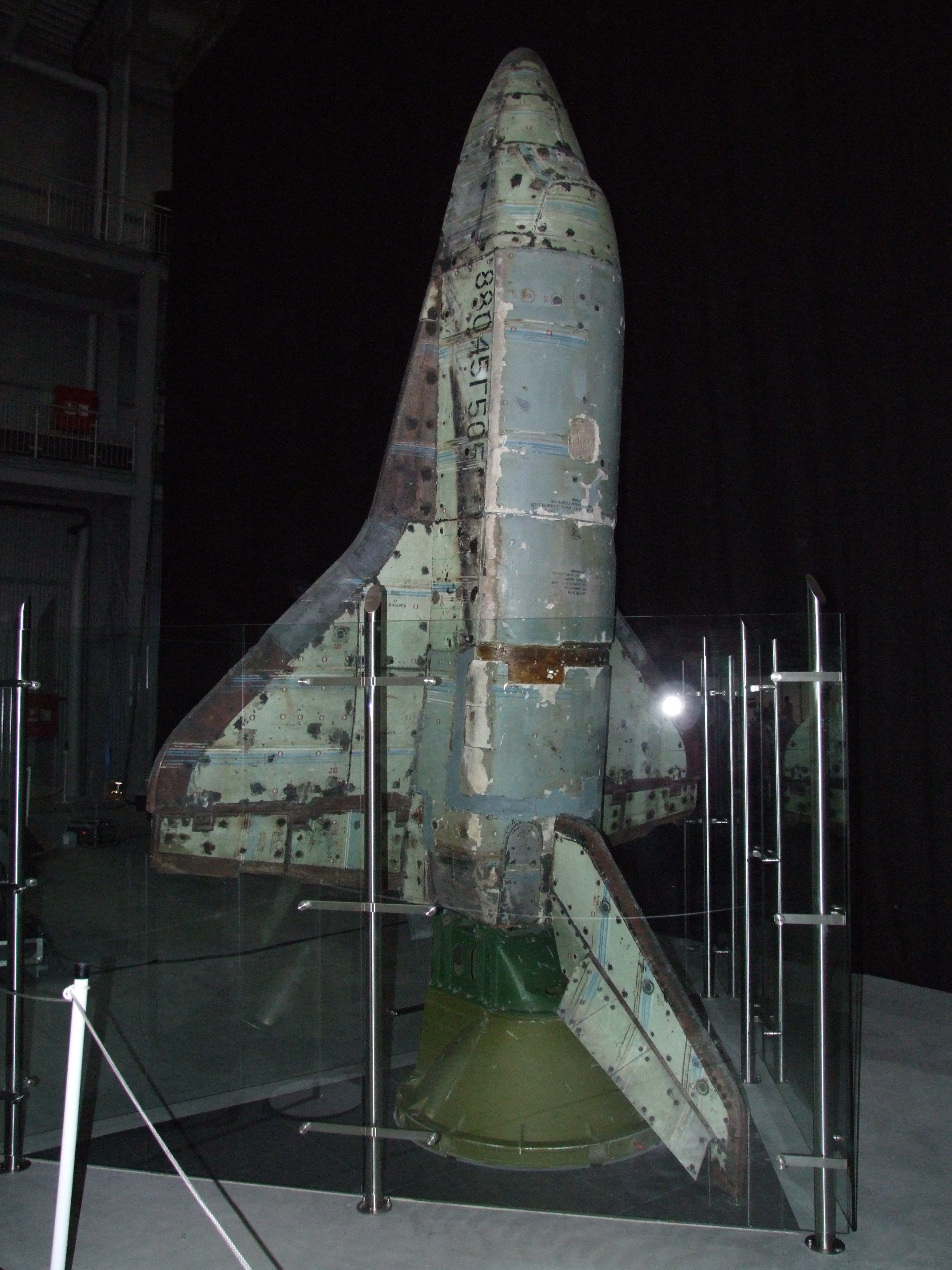
БОР-5 (беспилотный орбитальный ракетоплан)
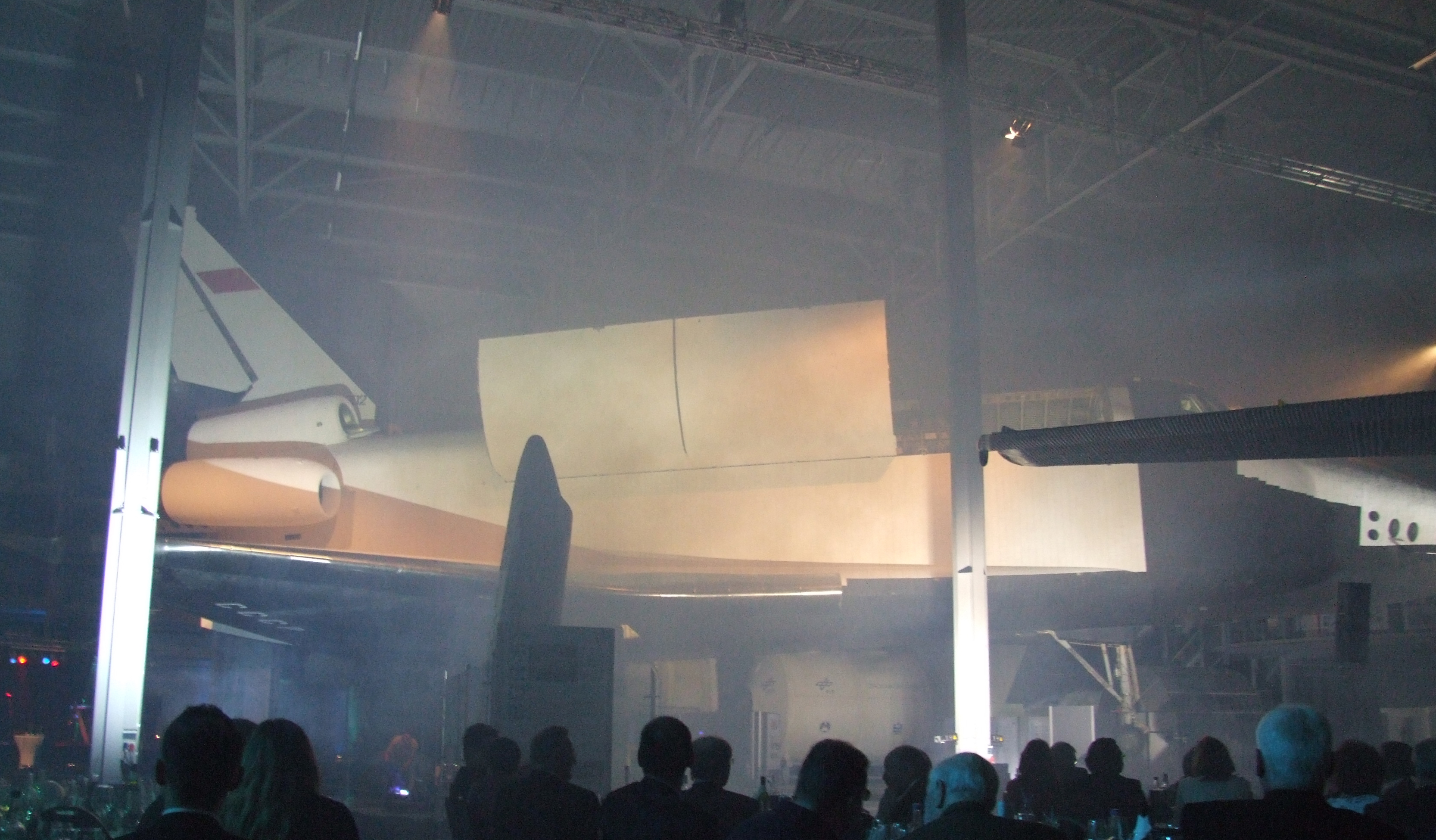
Презентация Бурана, Октябрь 2008
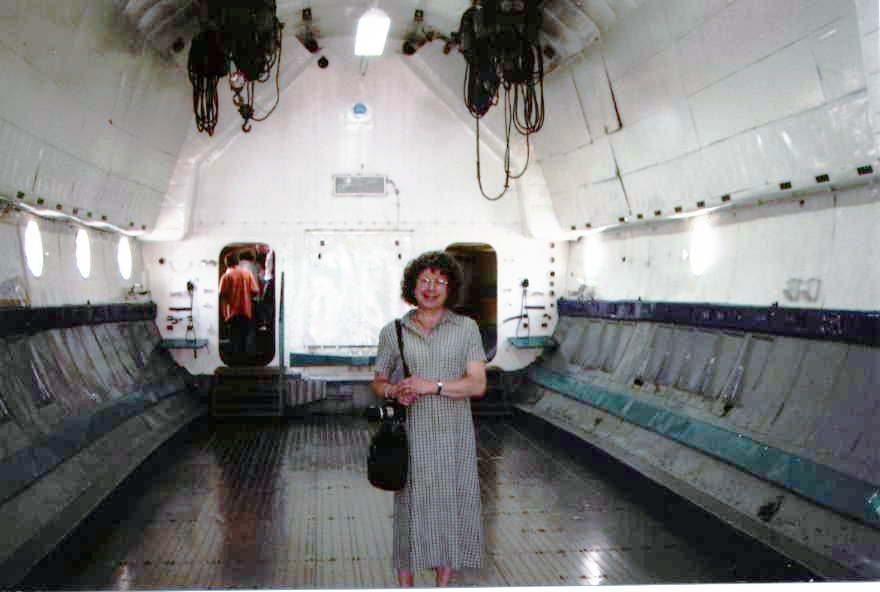
Грузовой отсек Ан-22
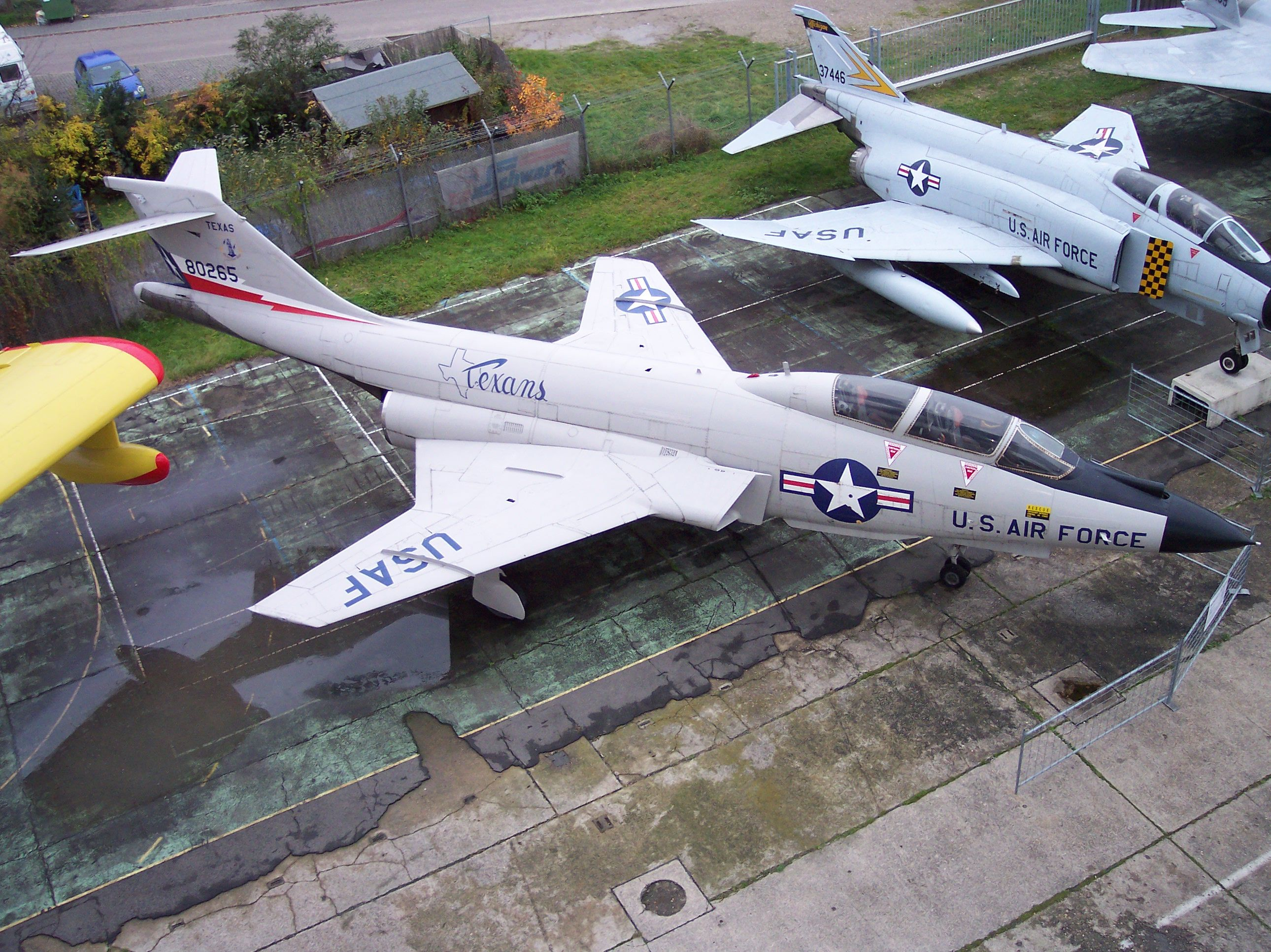
McDonnell F-101 Voodoo
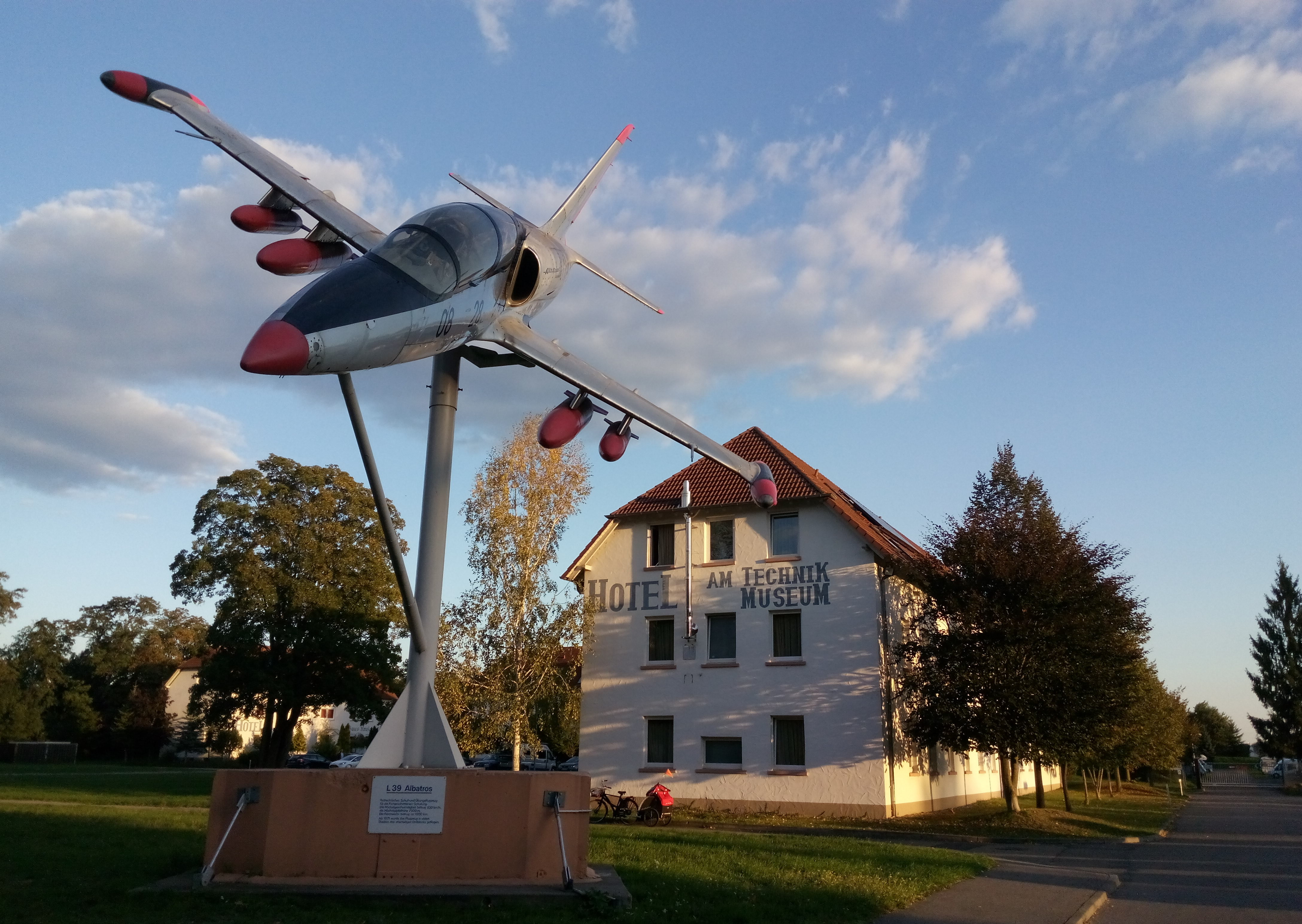
Aero L-39 Albatros
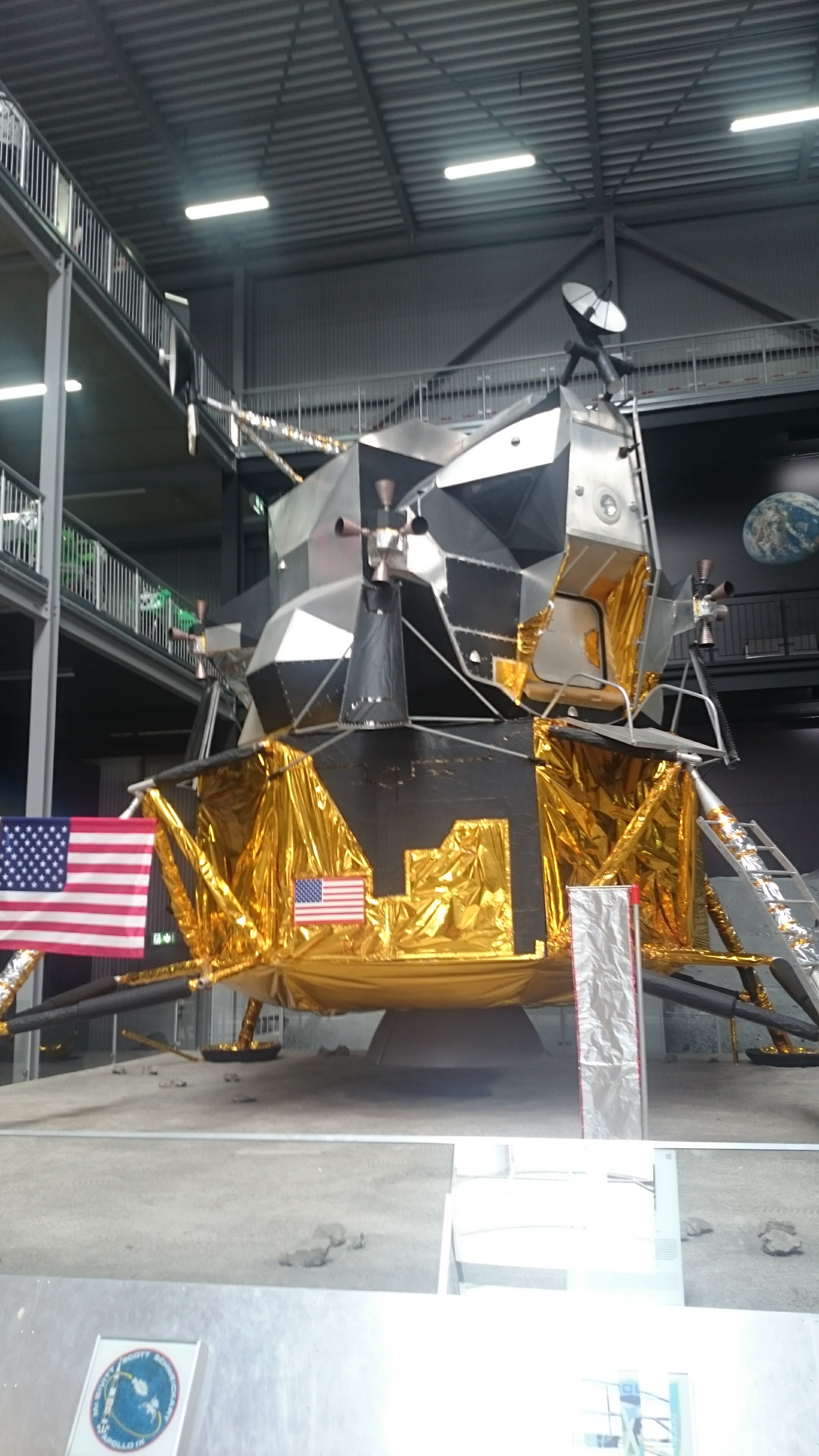
Макет спускаемого аппарата КА Аполлон в натуральную величину
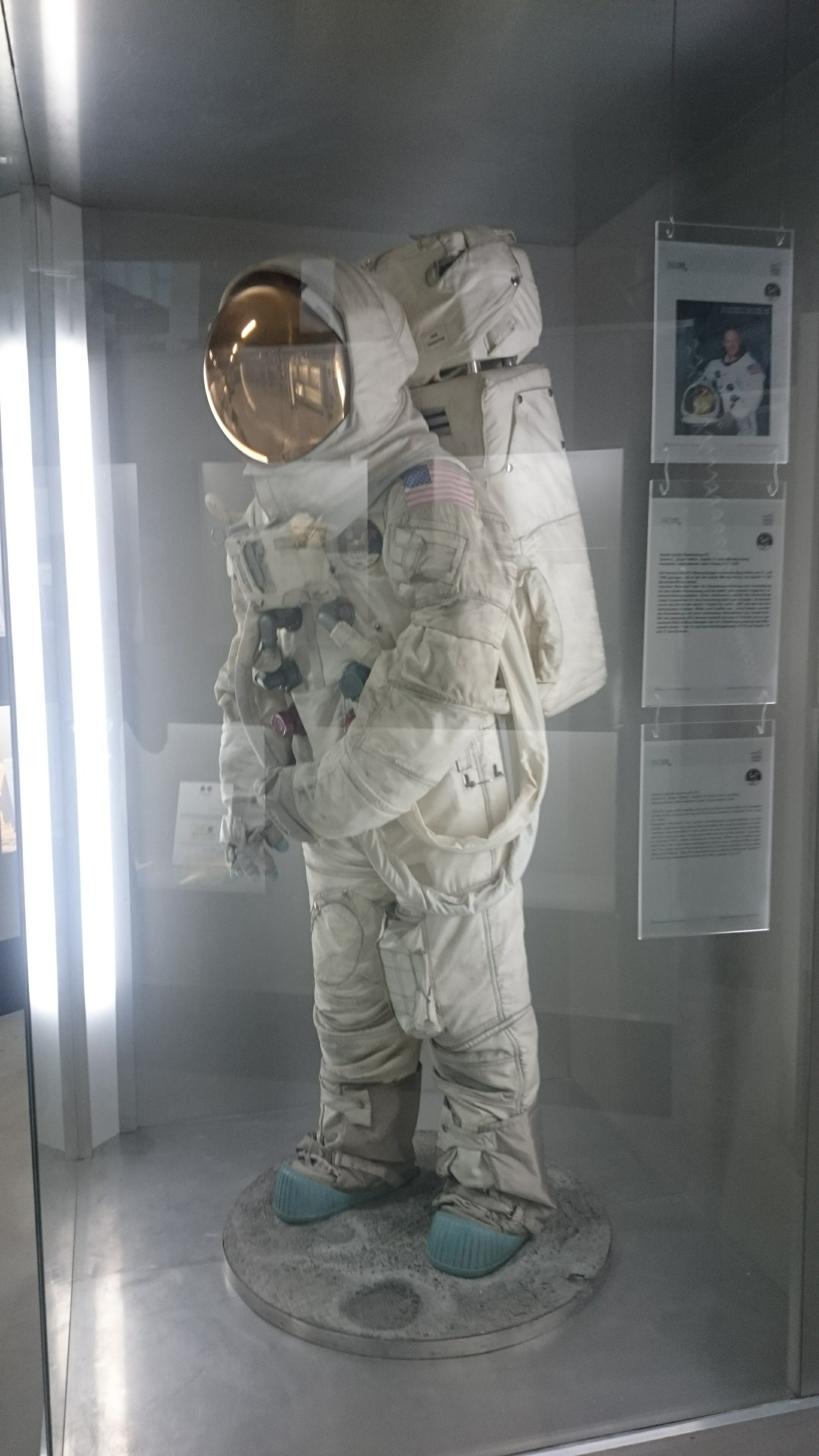
Скафандр Базза Олдрина